# Myrian Weber-Perret
Myrian Weber-Perret (* 30. August 1922 in Marseille, Frankreich; † 13. April 1985 in Pully, Kanton Waadt) war ein französischsprachiger Schweizer Schriftsteller und Kulturjournalist.

## Leben
Myrian Weber-Perret absolvierte das Lehrerseminar in Lausanne. Ab 1944 unterrichtete er als Französisch- und Geschichtslehrer an der École internationale de Genève.
Mit Jacques-René Fiechter gründete er 1960 die Alliance culturelle romande. Er leitete mehrere Kulturzeitschriften in der Romandie.

## Auszeichnungen
- 1985: Prix des écrivains vaudois

## Werke
- Écrivains romands, 1900–1950. Éditions Vie, Lausanne 1951.
- Explorations, illustriert von Gérard Bregnard. Éditions romandes, Genf 1965.
- Un regard ironique. Chroniques. Éditions Spes, Lausanne 1973, ISBN 2602008648.
- Quelques propos sur les media électroniques. Alliance culturelle romande, Pully 1982.
- La moisson sur les pierres. Vorwort von Pierre-Olivier Walzer. Alliance culturelle romande, Pully 1985.
- Le Weber-Perret de poche. Vorwort von Jil Silberstein. Alliance culturelle romande, Pully 1988.